# Der Löwe von Babylon (Film)
Der Löwe von Babylon ist ein Kinofilm von Johannes Kai nach Motiven von Karl May (Karl-May-Film). Dem Drehbuch liegen Karl Mays Roman Bei den Trümmern von Babylon und Motive aus Im Reiche des silbernen Löwen zugrunde. Nach dem großen Erfolg von Die Sklavenkarawane folgte die Verfilmung des zweiten Streichs von Kara Ben Nemsi und Hadschi Halef Omar im gefährlichen Orient. Allerdings wurde der Darsteller des Kara Ben Nemsi aus dem Vorgängerfilm gegen Helmuth Schneider ausgetauscht. Georg Thomalla verkörpert hingegen erneut Hadschi Halef Omar. Weitere wichtige Rollen sind mit Theo Lingen, Fernando Sancho und Mara Cruz besetzt.
Regisseur der spanischen Version En las ruinas de Babilonia war Ramón Torrado.

## Handlung
Der Scheich des Stammes der Haddedihn, Hadschi Halef Omar, und Kara Ben Nemsi kommen hinter die Machenschaften eines ehrenwert erscheinenden Beamten, des Säfirs, der tatsächlich seinen Reichtum dem Waffenschmuggel verdankt.
In seinem Palast am Euphrat wohnen auch die achtzehnjährige Säfa und deren zwanzigjähriger Bruder Ikbal. Säfa hält den Säfir für ihren Vater, ist jedoch die Tochter des Polizeihauptmanns Dosorza, und Ikbal ist dessen Sohn. Ihre Mutter wurde vor 20 Jahren von den Schmugglern getötet, und die Kinder wurden entführt. Dosorza hält sie für tot.
Ikbal hat sich in die Kaufmannstochter Irida verliebt, die ihn davon abhält, für den Säfir eine Karawane zu überfallen. Aus Wut lässt der Säfir beide in ein Verlies werfen, in dem auch schon der deutsche Professor Ignaz Pfotenhauer und der exzentrische englische Weltreisende Sir David Lindsay schmachten.
Kara Ben Nemsi schleicht sich zur Befreiung der Gefangenen in den Palast ein, während die von Säfa alarmierte Polizei den Palast umstellt. In letzter Minute kann Kara Ben Nemsi die Gefangenen befreien. Den Säfir ereilt sein gerechtes Schicksal.

## Hintergrund
Die Dreharbeiten begannen Anfang Juni 1959 in Madrid in den Sevilla-Studios von Co-Produzent Jesús Sáiz. Wie beim Vorgänger Die Sklavenkarawane wurde in einer deutschen und in einer spanischen Fassung gedreht. Arbeitstitel des Films war In den Trümmern von Babylon. Ein Hotel in Aranjuez diente als Standquartier. Der Tajo, der in der Sklavenkarawane als Nil diente, vertrat nun den Tigris. Zwischen dem deutschen und dem spanischen Regisseur kam es bisweilen zu heftigen Debatten. Im August wurden die Dreharbeiten planmäßig beendet.
Der Film wurde am 20. Oktober 1959 im Bavaria-Filmtheater in Würzburg uraufgeführt. Das Geschäftsergebnis des Vorgängerfilms konnte nicht erreicht werden.

## Synchronisation
Weil viele der Schauspieler Spanier waren, wurde für die deutsche Fassung eine Synchronisation notwendig:
| Rolle                   | Darsteller         | Stimme            |
| ----------------------- | ------------------ | ----------------- |
| Kara Ben Nemsi          | Helmuth Schneider  | Helmuth Schneider |
| Hadschi Halef Omar      | Georg Thomalla     | Georg Thomalla    |
| Sir David Lindsay       | Theo Lingen        | Theo Lingen       |
| Prof. Ignaz Pfotenhauer | Fernando Sancho    | Michl Lang        |
| Säfa                    | Mara Cruz          | Rosemarie Fendel  |
| Aftab                   | José Manuel Martín | Horst Sommer      |
| Spion Abdullah          | Xan das Bolas      | Willy Friedrichs  |
| Osman Pascha            | Francisco Montalvo | Willy Friedrichs  |
| Dosorza                 | Antonio Casas      | Herbert Weicker   |
| Ali                     | José Riesgo        | Anton Reimer      |
| Kepek                   | Ángel Álvarez      | Anton Reimer      |
| Offizier                | Francisco Bernal   | Klaus Havenstein  |
| Sandschaki              | José Sepúlveda     | Wolf Ackva        |

## Sonstiges
Der Film war der erste Karl-May-Film überhaupt, der am 28. März und 4. April 1965 noch in Schwarzweiß im deutschen Fernsehen im Programm der ARD ausgestrahlt wurde, noch vor dem Film Die Sklavenkarawane, der zuvor gedreht worden war.
Der Darsteller des Prof. Pfotenhauer, Fernando Sancho, spielte in den weiteren Verfilmungen der 1960er Jahre Durchs wilde Kurdistan und Im Reiche des silbernen Löwen, da dann aber aufgestiegen als „Padischah“.

## Kritiken
„Mäßig spannendes Karl-May-Abenteuer, das dem Kern der Buchvorlage nicht gerecht wird und possenhaft-komische Situationen in den Vordergrund stellt.“

„Georg Thomalla als Hadschi Halef Omar ist die schiere Karikatur eines Orientalen (…). (Wertung: 1½ von 4 möglichen Sternen – mäßig)“

## Soundtrack
- Wilder Westen – Heißer Orient – Karl-May-Filmmusik 1936–1968 – Bear Family Records BCD 16413 HL – 8 CDs mit 192 Seiten Filmbuch